# Globochthonius abnormis
Espèce
Synonymes
- Chthonius abnormis Beier, 1939

Globochthonius abnormis est une espèce de pseudoscorpions de la famille des Chthoniidae.

## Distribution
Cette espèce se rencontre dans des grottes en Bosnie-Herzégovine et en Croatie.

## Publication originale
- Beier, 1939 : Die Höhlenpseudoscorpione der Balkanhalbinsel. Studien aus dem Gebiete der Allgemeinen Karstforschung, der Wissenschaftlichen Höhlenkunde, der Eiszeitforschung und den Nachbargebieten, vol. 4, no 10, p. 1-83.